# Región Tagala Sudoccidental
La región Tagala Sudoccidental (en filipino: Timog-kanlurang Katagalugan o Rehiyong Timog-kanlurang Tagalog ), designada como la región IV-B, y abreviada informalmente como Mimaropa (acrónimo derivado de la combinación de sus provincias: Mindoro (dividido en Mindoro Occidental y Mindoro Oriental), Marinduque, Romblón y Palawan) es una región administrativa de las Filipinas localizada en las islas Luzón, posee una superficie de 12.559,8 km² y una población de 1.543.817 habitantes.
Calapán es el centro regional. Sin embargo, la mayoría de las oficinas gubernamentales regionales, como el Departamento de Obras Públicas y Carreteras están en Ciudad Quezón en Gran Manila.
La región, hasta el 17 de mayo de 2002, fue parte de una región más grande, ya desaparecida: la Región Tagala del Sur. El 23 de mayo de 2005, Palawan (Las Paraguas) fue reubicada a la Bisayas Occidentales por la Orden Ejecutiva (OE) N.º 429. Sin embargo, el 19 de agosto de 2005, la presidenta Arroyo emitió la Orden Administrativa N.º 129 para suspender la OE N.º 429 a la espera de una revisión.

## Historia
La región IV-B, junto con la región IV-A, se crearon oficialmente con la partición de la IV región (Tagalog del sur) en las dos regiones en 17 de mayo de 2002 con la expedición del Decreto 103 (EO103) por el entonces Presidente Gloria Macapagal-Arroyo; con el fin de promover la eficiencia en el gobierno, acelerar el desarrollo económico y social y la mejora de los servicios públicos en las provincias cubren. Región IV-B fue designada como MIMARO, acrónimo de las provincias de la isla perteneciente a la comarca Tagalog del sur — Mindoro (Oriental y Occidental), Marinduque, Romblón y Palawan.
El 23 de mayo de 2005, se emitió la orden ejecutiva 429, hacia las Bisayas Occidentales de la provincia de Palawan, designando región IV-B como MIMARO. Sin embargo, los residentes de Palawan critican el movimiento, citando la falta de consulta, con la mayoría de los residentes en Puerto Princesa City y casi todos los municipios prefirió quedarse con región IV-B. En consecuencia, el 19 de agosto de 2005 para abordar esta reacción se dictó orden administrativa no. 129. Esta orden dirigió el suspenso de la orden ejecutiva 429 pendiente de la aprobación de un plan de implementación para la transferencia ordenada de Palawan de MIMARO a región VI.
El censo de población filipina 2010 había divulgado el nombre de la región como 'Mimaro' y había incluido la provincia de Palawan como parte de la región. A partir de 2014, no está claro si la transferencia de Palawan región VI es considerada aún pendiente por el gobierno filipino. A partir de 2014, la Junta Nacional de coordinación estadística de Filipinas continuó la lista como parte de la región MIMARO provincia de Palawan.

## Idioma
El filipino es el idioma más hablado de la región. En Marinduque, lo que se habla es una mezcla de bicolano y el cebuano. Aparte del filipino, se hablan otros idiomas en las diferentes provincias y localidades.
En el centro de Mindoro, muchas lenguas son hablas por los  Mangyans, entre las que se encuentran el  Iraya, Alangan, Tawbuid, Hanunoo, Tadyawan, Buhid, y Ratagnon.La más antigua es el cebuano, con menos de tres hablantes. Romblón que se encuentra cerca de las Bisayas, tiene tres lenguas principales que pertenecen a la familia de las lenguas bisayas, tales como romblomano, Asi, and Onhan. Palawan tiene su propio conjunto de lenguas nativas tales como  Cuyonon, Calamian Tagbanwa y paraguano y son habladas por un número significativo de la población.

## Economía
En el 2007, la economía de la región aumento en un 9.4%, teniendo el mayor crecimiento regional, a comparación del resto del país durante ese año. Este crecimiento se debido a la consolidación del sector industrial, que creció en un 19.1%, a diferencia del -6.1% durante el 2006.
La región experimento un gran retraso económico durante el 2006, desacelerando el crecimiento en un 2.3%, a comparación del 6.4% incrementado en 2005. Esta situación se originó principalmente por la caída del sector industrial, decreciendo por 5.4% en el 2006, a comparación del crecimiento de 10.8% durante 2005.
En los sectores de agricultura, silvicultura y de pesca, representan el 42.1%  del total de la región económica considerada, con un crecimiento del 9.1% en el 2006, incrementando un 3.2% a comparación del año pasado. El incremento de la producción de palay, maíz, otros tipos de cosechas, ganadería y pesca, dieron como resultado un crecimiento acelerado que se vio reflejado en los sectores de agricultura y pesca.
En cuanto al sector industrial, el cual representa el 38.3% de la economía total de la región, siendo el segundo sector con mayor contribución económica. Su decrecimiento del 5.4%, se debe principalmente a la disminución de los subsectores de minería y excavación de cantera, la cual bajo un 15.4%, debido a la reducida producción de gas natural en Palawan. La minería y la extracción de cantera contribuyen en un 16.6% del total del sector industrial. Los subsectores de electricidad, agua, construcción y manufactura han presentado un crecimiento, a pesar de esto no lograron compensar la disminución de los subsectores de minería y extracción de cantera.
El sector de servicios, en cambio, tuvo un crecimiento acelerado del 5.1% que contribuyó al incremento en las TCS, finanzas, servicios privados, servicios gubernamentales, y el comercio en los subsectores, que lograron alcanzar un crecimiento acelerado del 6%, 5.5%, 5.1% y 4.7%, respectivamente. El último subsector tuvo un decremento en su crecimiento debido a la disminución de la compra de vivienda.

## División administrativa
La región está compuesta por cinco provincias.

### Provincias

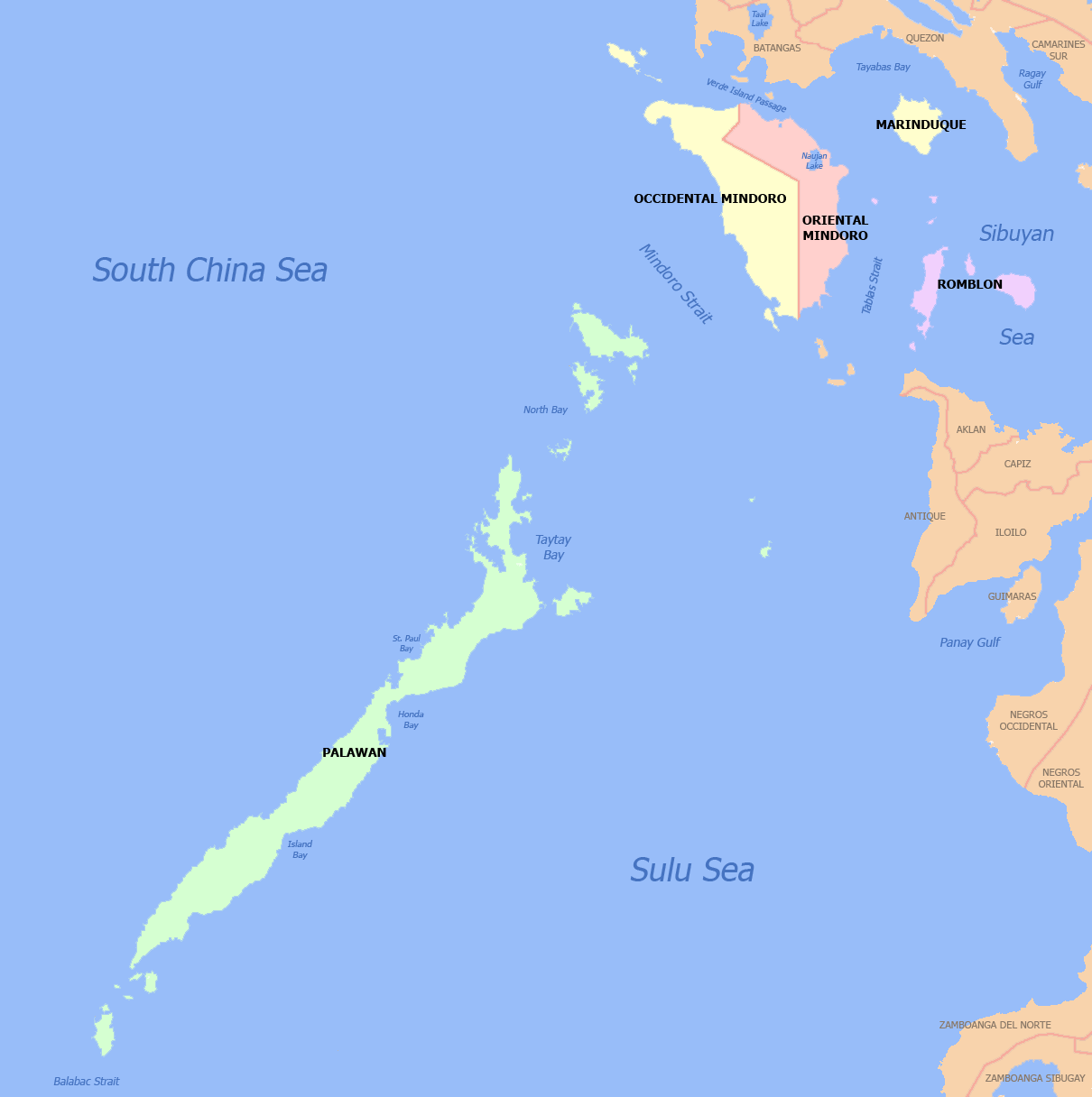
Las provincias de la región tagala Sudoccidental

| Provincia | Provincia              | Capital         | Población (2010) | Área (km²) | Gobernador          |
| --------- | ---------------------- | --------------- | ---------------- | ---------- | ------------------- |
|           | Marinduque             | Boac            | 227,828          | 952.58     | Carmencita O. Reyes |
|           | Mindoro Occidental     | Mamburao        | 452,971          | 5,865.7    | Mario Gene Mendiola |
|           | Mindoro Oriental       | Calapán         | 785,602          | 4,238.4    | Alfonso Umali, Jr.  |
|           | Palawan (Las Paraguas) | Puerto Princesa | 771,667          | 14,649.7   | Jose C. Alvarez     |
|           | Romblón                | Romblón         | 283,930          | 1,533.5    | Eduardo C. Firmalo  |

## Turismo
Hay muchos escenarios en la región. Algunos de ellos son la cueva Bathala, el valle de Balanacan y las islas Tres Reyes en la provincia de Marinduque; la Isla Blanca en Mindoro; la playa de Bonbon en Romblon; y, el Río Nacional Subterráneo y El Nido, parque de reserva marina  en Palawan.